# Nicolae Bretan
Nicolae Bretan (25 de marzo de 1887-1 de diciembre de 1968) fue un compositor de ópera, barítono, director, y crítico de música rumano.
Bretan nació en Năsăud. Estudió en Cluj, Viena y Budapest antes de llegar a ser uno de los pioneros de la ópera rumana - su ópera Luceafărul (1921) está considerada como la primera ópera en rumano.
Bretan compuso también más de 200 lieder (canción lírica breve).
En 1944, la familia de la mujer de Bretan, quién era judía, fue transportada al campo de exterminio Nazi de Auschwitz y asesinada.
Rechazó ser miembro del Partido Comunista rumano en 1948, no siendo por ello favorecido por el régimen comunista rumano, quien trató al compositor como "no-persona". Murió en Cluj, a la edad de 81 años.

## Principales óperas
- Luceafărul (1921), libreto de Bretan basado en el poema del mismo nombre de Mihai Eminescu de 1883.
- Golem Lásadása (1924), ópera, basada en el Golem de Illés Kaczér
- Eroii de la Rovine (1935)
- Horia (1937) con libreto de Ghiță Popp
- Arald (1939) basada en la obra ''Die Geister'' de  Mihael Eminescu , estrenada en 1982 en Iași
- Un Különös Széder-est, (1945) estrenada en 1974

## Grabaciones
- "Luceafărul" (La Estrella de Anochecer) en Nimbus NI 5463 (1996) (Voineag, Szabó, Casian; Transsylvanian Philharmonic Orchestra/director: Béla Hary)
- "Golem" y "Arald" en Nimbus NI 5424 (1995) (Golem: Agache, Dároczy, Sandru, Zancu; Arald: Zancu, Agache, Voineag, Sandru; Moldavian Philharmonic Orchestra/director: CHistian Mandeal)
- "Horia" En Nimbus NI5513/14 (1997) (Cornelia Pop, Buciuceanu, Fânăţeanu; Bucarest National Opera Choir, director: Cornel Trailescu) (Grabado en vivo)
- Réquiem (mezzo-soprano, barítono, órgano) + selección de "Canciones Espirituales" (barítono, piano, órgano) en Nimbus NI 5584 (1999)